# 菊谷武平
菊谷 武平（きくたに ぶへい、1890年〈明治23年〉7月 - 没年不明）は、日本の実業家、政治家。東京都南多摩郡堺村長。町田市議会副議長（2代）。

## 経歴
東京都出身。邦太郎の二男。1937年に多摩工業所を創設する。旦光電機建材工業社長、日本通運副参事、田畑組顧問、橋本合同運送、横浜線通運各取締役をつとめる。
1947年に堺村長に当選する。1959年3月から1960年3月まで町田市議会副議長をつとめる。

## 人物
趣味は園芸、読書。宗教は真言宗。住所は東京都南多摩郡堺村相原（現・町田市）。

## 家族・親族
菊谷家
- 妻・キン（1890年 - ?）[1]
- 長男・太郎（1917年 - ?、三立電工会長）[6][注 1] - 1939年、早稲田大学専門部商科を卒業[8]。趣味は囲碁、乗馬[6]。宗教は真言宗[6]。住所は東京都町田市相原町[6]。
  - 同妻（東京、津雲国利の長女）[6]
  - 同長男[6]
  - 同二男[6]

親戚
- 長男の妻の父・津雲国利（衆議院議員）